# Марбл (Північна Кароліна)
Марбл (англ. Marble) — переписна місцевість (CDP) в США, в окрузі Черокі штату Північна Кароліна. Населення — 278 осіб (2020).

## Географія
Марбл розташований за координатами 35°10′37″ пн. ш. 83°55′35″ зх. д. / 35.17694° пн. ш. 83.92639° зх. д. (35.177017, -83.926506).  За даними Бюро перепису населення США в 2010 році переписна місцевість мала площу 2,84 км², уся площа — суходіл.

## Демографія
Згідно з переписом 2010 року, у переписній місцевості мешкала 321 особа в 132 домогосподарствах у складі 97 родин. Густота населення становила 113 осіб/км².  Було 169 помешкань (60/км²).
Расовий склад населення:
| - 96,9 % — білих - 1,9 % — корінних американців |

До двох чи більше рас належало 1,2 %. Частка іспаномовних становила 0,6 % від усіх жителів.
За віковим діапазоном населення розподілялося таким чином: 25,5 % — особи молодші 18 років, 49,0 % — особи у віці 18—64 років, 25,5 % — особи у віці 65 років та старші. Медіана віку мешканця становила 44,9 року. На 100 осіб жіночої статі у переписній місцевості припадало 101,9 чоловіків;  на 100 жінок у віці від 18 років та старших — 104,3 чоловіків також старших 18 років.
За межею бідності перебувало 30,2 % осіб, у тому числі 0,0 % дітей у віці до 18 років та 47,9 % осіб у віці 65 років та старших.
Цивільне працевлаштоване населення становило 39 осіб. Основні галузі зайнятості: освіта, охорона здоров'я та соціальна допомога — 41,0 %, роздрібна торгівля — 33,3 %, будівництво — 17,9 %, виробництво — 7,7 %.